# Farenight
Farenight è il primo album dei 360 Gradi pubblicato nel 2000.

## Tracce
1. Sandra – 3:31
2. Ba ba bye – 3:07
3. Giorno di sole – 3:34
4. Caffè americano – 4:13
5. Che c'è!? – 2:48
6. Povero me – 4:07
7. Non vivo più – 3:42
8. Al di là dei sogni – 3:20
9. Ma come mai – 3:08
10. Ba ba bye (versione acustica) – 2:37
11. Sei solo tu – 3:50

## Formazione
- Stefano Gentili
- Marco Faragli